# Madonna Bardi
La Madonna Bardi (Madonna tra i santi Giovanni Battista e Giovanni evangelista) è un dipinto a tempera su tavola (185x180 cm) di Sandro Botticelli, databile al 1485 circa e conservato nella Gemäldegalerie di Berlino. 

## Storia
L'opera venne completata verso la fine del 1485 su commissione di Agnolo Bardi per la cappella di famiglia nella basilica di Santo Spirito a Firenze.

## Descrizione
Maria è seduta in un trono marmoreo rialzato col Bambino in braccio, che si protende desideroso verso il suo seno, appena scoperto dalla mano destra di lei. L'ambientazione è un festoso giardino con nicchie di vegetazione oltre una base marmorea, che inquadrano il gruppo sacro e i due santi in piedi ai lati: Giovanni Battista e Giovanni evangelista. I santi poggiano i piedi su un gradino marmoreo spazialmente avanzato rispetto al trono, dove si trova anche un dipinto del dipinto raffigurante la Crocifissione poggiata su un'urna.
Grande cura è riposta nella descrizione dei dettagli decorativi, siano essi i rilievi all'antica marmorei o la varietà di piante, tutte indagate dal vero nei minimi dettagli. Numerosi sono i significati simbolici, a partire dallo stesso hortus conclusus, simbolo della verginità di Maria. Si vedono infatti i gigli bianchi, attributo mariano di purezza, il mirto, che qualifica Maria come nuova Venere, il vaso mistico, ai piedi del trono, o i fiori bianchi e rossi, simboli rispettivamente di assenza di peccato e del sangue che prefigura la Passione di Cristo, a cui allude anche il palmizio del martirio. L'ulivo e l'alloro rimandano al mistero dell'Incarnazione.

## Stile
La composizione è piuttosto statica, movimentata però dagli alti tabernacoli vegetali e dal vivace gesticolare del Bambino. La figura della Vergine è più che mai alta e longilinea, con lineamenti più affilati che le danno un carattere ascetico, in cui si possono leggere i segni della crisi mistica che colpì gradualmente l'artista dopo l'arrivo di Savonarola in città. Si avverte infatti una sottile tensione nei personaggi, che venne maggiormente evidenziata nelle opere successive.
Più marcato è il plasticismo delle figure, l'uso del chiaroscuro e l'espressività è accentuata.